# 馮釴
馮釴（15世紀—15世紀），字仲舉，南直隸蘇州府崑山縣籍，太倉州人，明朝政治人物。

## 生平
馮釴少孤力學，每次祭祀父母悲痛得令鄉人感動，是天順六年（1462年）壬午科應天鄉試舉人，授東安教諭，地方僻陋不知學習，他設下規程以身示範，秩滿將往京師奏績，但按舊例教官受鄉試聘得上考，有人勸他留下，他說：「己及弈而寬之，如詭遇何？」被謫為貴溪訓導，曾擔任河南、江西鄉試同考官，有權貴找他打通關節，他唯唯諾諾稱是，事後卻對對方說：「我忘了。」不久在任內去世。

## 引用
1. 1 2  光緒《崑新兩縣續修合志·卷二十六·儒林》：馮釴，字仲舉，少孤力學，每時祭悲感閭里，領天順壬午鄉薦，授永州東安教諭，秩滿當奏績，故事廣文受秋試聘得上考，或勸少留，釴曰：「己及弈而寬之，如詭遇何？」竟以例左遷貴溪訓導，嘗校文河南、江西，有權貴關說於釴，釴唯唯事竣無驗，謝之曰：「偶忘之耳。」尋卒於官，子琨。
2. ↑  民國《太倉州志·卷十八·人物二》：馮釴，字仲舉，少孤，每時祭輒嗚咽，悲感閭里，天順六年舉人，授東安教諭，地僻陋不知學，釴設程限以身先之，秩滿將奏績，故事教官受鄉試聘得上考，或勸以少留，釴曰：「己及弈而寬之，如詭遇何？」竟左遷貴溪訓導。